# Warberg IC
Warberg Innebandyclub (často označován jako Warberg IC nebo WIC) je švédský florbalový klub, jeden z nejúspěšnějších celků švédské florbalové historie. Mužský tým WIC dokázal čtyřikrát vyhrát Švédskou Superligu (naposledy v květnu 2008). Ženský tým hraje také nejvyšší soutěž. 
Warberg IC hraje svá domácí utkání v aréně Sparbankshallen s maximální kapacitou 2 200 diváků. Jeho úhlavnín rivalem je tým Pixbo IBK.